# Taałajbek Bejszenbek uułu
Taałajbek Bejszenbek uułu (kirg. Таалайбек Бейшенбек уулу; ur. 2001) – kirgiski zapaśnik walczący w stylu klasycznym. Piąty w Pucharze Świata w 2022 roku.